# Nerilla marginalis
Nerilla marginalis är en ringmaskart som beskrevs av Tilzer 1970. Nerilla marginalis ingår i släktet Nerilla och familjen Nerillidae. Inga underarter finns listade i Catalogue of Life.